# 土库曼斯坦铁路

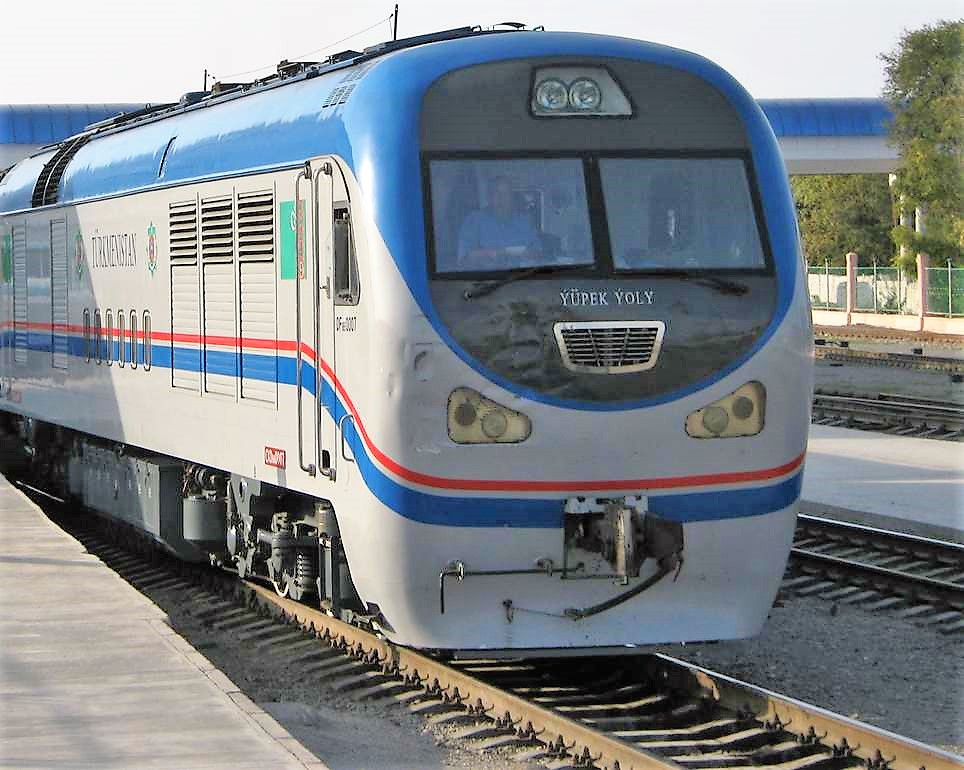
土库曼斯坦铁路内燃机车CKD9A

土库曼斯坦有4,980（3,090英里）的铁路（世界第37大）。铁路运营商是国有公司土库曼铁路。该公司隶属于土库曼斯坦铁道部。

## 国内和国际铁路系统
截至2014年土库曼斯坦有4,980（3,090英里）的铁路线，大部分是靠近北部和南部边境。
1996年，土库曼斯坦和伊朗修建了Tejen-Serakhs- 馬什哈德铁路，将中亚、俄罗斯和欧洲铁路系统与南亚和波斯湾连接起来。
2006年2月，跨卡拉库姆沙漠铁路开始了最后的建设阶段，该铁路是阿什哈巴德和达奥古兹之间的直接连接线，将该国南部和北部之间的旅行时间减半。

在 土庫曼納巴德-阿什哈巴德-卡贊吉克-土庫曼巴希 线路部分为复线铁路，其余为单线铁路。没有电气化。
哈萨克斯坦-土库曼斯坦-伊朗铁路连接线是南北跨国走廊的一部分，是一条677 km（421 mi）长的单线铁路，该线连接哈萨克斯坦和土库曼斯坦、伊朗和波斯湾。它连接了哈萨克斯坦的扎瑙津 和土库曼斯坦的卡贊吉克和克孜勒阿特雷克，并在伊朗的格雷斯坦省的戈尔甘结束。在伊朗，这条铁路将与通往波斯湾港口的国家铁路网相连。
该项目预计耗资6.2亿美元，由哈萨克斯坦、土库曼斯坦、伊朗和亚洲开发银行共同出资。该铁路线已于2013年5月开通。
卡赞吉克火车站是中亚铁路（连接里海、土库曼斯坦、乌兹别克斯坦和哈萨克斯坦东部）和国际南北运输走廊（连接俄罗斯-哈萨克斯坦-土库曼斯坦-伊朗-波斯湾）的重要铁路交汇点。这个城市有一个大型机车修理厂和一个现代化的火车站。
1960年，苏联在阿富汗边境修建了一条通往托尔洪迪的铁路，尽管服务非常有限；该线路于2007年再次通车。2013年，从阿塔迈拉经伊马纳扎尔到法利亚布省的Aqina的第二条连接线开工。这条铁路线于2016年11月开通。预计在不久的将来将延伸38公里至阿富汗，并最终成为穿过阿富汗北部的铁路走廊的一部分，通过谢尔汗班达尔、马扎里沙里夫和昆都士一直连接到塔吉克斯坦。

## 车辆
2013年，土库曼铁路向中国南车订购了154辆客车，中国南车此在前已供应过机车。